# Archidiocèse de Taipei
L'archidiocèse de Taipei (en latin: Archidioecesis Taipehensis; en chinois traditionnel : 天主教臺北總敎區) est le principale diocèse catholique de Taiwan. 
Depuis 2020, l'archevêque est Thomas Chung An-Zu (鍾安住).

## Histoire
Le pape Pie XII érige la préfecture apostolique de Taipei le 30 décembre 1949. Le 7 aout 1952, la préfecture est élevée au rang d'archidiocèse.

## Évêques
- Joseph Kuo Joshih, 13 juin 1950 – 4 décembre 1959
  - Thomas Tien Ken-sin, administrateur apostolique, 16 décembre 1959 – 15 février 1966
- Stanislaus Lo Kuang (en), 15 février 1966 – 5 août 1978
- Matthew Kia Yen-wen (en), 15 novembre 1978 – 11 février 1989
- Joseph Ti-kang (en), 11 février 1989 – 24 janvier 2004
- Joseph Cheng Tsai-fa (en), 24 janvier 2004 – 9 novembre 2007
- John Hung Shan-chuan (en), 9 novembre 2007 –  23 mai 2020
- Thomas Chung An-Zu (en), depuis le 23 mai 2020

## Diocèse suffragants
Il y a 6 diocèses suffragants qui dépendent de l'archidiocèse de Taipei. 
- Diocèse de Chiayi (en)
- Diocèse d'Hualien (en)
- Diocèse d'Hsinchu (en)
- Diocèse de Kaohsiung (en)
- Diocèse de Taichung (en)
- Diocèse de Tainan (en)